# Nationalversammlung (Pakistan)
Die Nationalversammlung Pakistans (Urdu نیشنل اسمبلئ پاکستان Nīšonal Asemblī'e Pākistān, englisch National Assembly of Pakistan) ist das Unterhaus im Zweikammersystem von Pakistan.
Die Nationalversammlung umfasst 342 Abgeordnete, wovon 272 für fünf Jahre nach Mehrheitswahlrecht direkt vom Volk gewählt werden. Wahlberechtigt sind alle Staatsbürger ab einem Alter von 18 Jahren. 60 Parlamentssitze sind Frauen, zehn weitere Vertretern religiöser Minderheiten vorbehalten. Die reservierten Sitze werden auf die in der Nationalversammlung vertretenen Parteien entsprechend ihrem Stimmenanteil verteilt.

## Wahlen
Die letzten Wahlen fanden am 8. Februar 2024 statt (15. Legislaturperiode 2018 bis 2023).